# Osrečje
Osrečje je naselje u slovenskoj Općini Škocjanu. Osrečje se nalazi u pokrajini Dolenjskoj i statističkoj regiji Jugoistočnoj Sloveniji. 

## Stanovništvo
Prema popisu stanovništva iz 2002. godine naselje je imalo 72 stanovnika.